# Бабич, Владимир Иосифович
Бабич Владимир Иосифович (1914 год, Область Войска Донского, Российская Империя — 1972 год, СССР) — работник советской рыболовной промышленности, старшина мотобота «Второй краболов» Крабофлота. Герой Социалистического Труда.

## Биография
Родился в 1914 году на территории Области Войска Донского (в настоящее время — Ростовская область). После переезда на Дальний Восток с 18 лет начал работать в местной рыболовной промышленности. С 1933 по 1968 год — старшина мотобота Крабофлота. В совершенстве овладел тонкостями добычи крабов. Благодаря чему много лет неоднократно становился победителем соревнований Крабофлота. Внедрил новый передовой метод добычи крабов.     
Был старшиной мотоботов-краболовов: «Четвертый краболов», «Второй краболов», «Василий Блюхер», «Андрей Захаров» (впоследствии стал командиром этого судна). На этих кораблях он осуществлял добычу крабов в водах у побережья Камчатки, Курильских островов, а также в Охотском и Беринговом морях. В 1951 году — был награжден орденом Трудового Красного Знамени. В 1954 году — орденом Ленина.      
2 марта 1957 года Указом Президиума Верховного Совета СССР за выдающиеся успехи в развитии рыбного промысла, высокие показатели добычи рыбы, китов и крабов, а также увеличение выпуска рыбной продукции ему было присвоено звание Героя Социалистического Труда с вручением ордена Ленина и золотой медали «Серп и Молот».      
Скончался в 1972 году.     

## Награды
- Орден Ленина (дважды) — 1954 год, 1957 год.
- Орден Трудового Красного Знамени — 1951 год.